# Тетранитрид тетрасеры
Тетранитрид тетрасеры (циклотетратиазил, тиазен) — неорганическое соединение серы и азота с формулой S4N4, оранжево-жёлтые кристаллы, устойчивые на воздухе, возгоняются в вакууме, разлагаются горячей водой, при нагревании или ударе взрывается.
Впервые соединение было получено в 1835 г. с примесями, однако только в 1851 г. был изучен стехиометрический состав. Структура соединения оставалась неизученной до 1944 г.

## Получение
- Растворение серы в жидком аммиаке (с иодидом серебра реакция идёт быстрее):

{\displaystyle {\mathsf {10S+16NH_{3}+12AgI\ {\xrightarrow {}}\ S_{4}N_{4}+6Ag_{2}S\downarrow +12NH_{4}I}}}
- Действие азидом лития на дитиодихлорид (раствор в бензоле):

{\displaystyle {\mathsf {6S_{2}Cl_{2}+4LiN_{3}\ {\xrightarrow {}}\ 3S_{4}N_{4}+4LiCl+4Cl_{2}}}}
- Растворение дитиодихлорида в жидком аммиаке:

{\displaystyle {\mathsf {6S_{2}Cl_{2}+16NH_{3}\ {\xrightarrow {}}\ S_{4}N_{4}+12NH_{4}Cl+8S\downarrow }}}

## Физические свойства
Тетранитрид тетрасеры образует оранжево-жёлтые кристаллы ромбической сингонии, пространственная группа P mmm, параметры ячейки a = 0,847 нм, b = 0,887 нм, c = 0,720 нм, Z = 4.
Тетранитрид тетрасеры проявляет термохромные свойства: его цвет меняется от бесцветного (при −100 °C), светло-жёлтого (ниже −30 °C), оранжевого при комнатной температуре и до темно-красного выше 100 °C. Соединение термодинамически неустойчиво: при нагревании или ударе разлагается со взрывом. Чистые образцы более чувствительны к детонации; если ударить молотком по малым количествам вещества — оно взорвется.
Нерастворим в воде (при комн. темп.), растворяется в бензоле, тетрахлорметане.

## Химические свойства
- При нагревании циклотетратиазила и использовании серебряной «ваты» образуется сульфид серебра(I), необходимый для получения динитрида дисеры в следующих (протекающих одновременно) реакциях[3]:

{\displaystyle {\mathsf {S_{4}N_{4}+8Ag\ {\xrightarrow {250-300^{o}C}}\ 4Ag_{2}S+2N_{2}}}}
{\displaystyle {\mathsf {S_{4}N_{4}\ {\xrightarrow {250-300^{o}C,Ag_{2}S}}\ 2S_{2}N_{2}}}}
Динитрид дисеры при комнатной температуре медленно самопроизвольно полимеризуется в твердом состоянии в политиазил:
{\displaystyle {\mathsf {xS_{2}N_{2}\ {\xrightarrow {\ }}\ 2(SN)_{x}}}}
- При нагревании разлагается:

{\displaystyle {\mathsf {S_{4}N_{4}\ {\xrightarrow {>200^{o}C}}\ 4S+2N_{2}}}}
- Разлагается горячей водой:

{\displaystyle {\mathsf {S_{4}N_{4}+6H_{2}O\ {\xrightarrow {90^{o}C}}\ S\downarrow +4NH_{3}\uparrow +3SO_{2}\uparrow }}}
- Реагирует с горячими концентрированными кислотами:

{\displaystyle {\mathsf {S_{4}N_{4}+4HCl+6H_{2}O\ {\xrightarrow {90^{o}C}}\ S\downarrow +4NH_{4}Cl+3SO_{2}\uparrow }}}
- Реагирует с щелочами:

{\displaystyle {\mathsf {S_{4}N_{4}+6NaOH+7H_{2}O\ \xrightarrow {} \ 3Na_{2}SO_{3}+S\downarrow +4(NH_{3}\cdot H_{2}O)}}}
- Реагирует с растворённой в сероуглероде серой:

{\displaystyle {\mathsf {S_{4}N_{4}+4S\ {\xrightarrow {}}\ 2S_{4}N_{2}}}}
- Является слабым окислителем:

{\displaystyle {\mathsf {S_{4}N_{4}+24HI\ {\xrightarrow {}}\ 4H_{2}S+10I_{2}+4NH_{4}I}}}
Соединение является важным для получения других соединений серы с азотом.